# Argostemma propinquum
Argostemma propinquum är en måreväxtart som beskrevs av Henry Nicholas Ridley. Argostemma propinquum ingår i släktet Argostemma och familjen måreväxter. Inga underarter finns listade i Catalogue of Life.